# Пам'ятки архітектури Летичівського району
У Летичівському районі Хмельницької області згідно з даними управління культури, туризму і курортів Хмельницької облдержадміністрації перебуває 4 пам'ятки архітектури.
| № пп | Місцезнаходження | Найменування              | Рік спорудження |
| ---- | ---------------- | ------------------------- | --------------- |
| 1692 | смт Летичів      | Михайлівська              | XV-XVI ст.      |
| 1693 | с. Западинці     | Церква з дзвіницею (дер.) | XVIII ст.       |
| 1694 | смт Меджибіж     | Костьол                   | XV ст.          |
| 1695 | -»-              | Колони-каплиці "XVII ст.  |                 |
|      |                  |                           |                 |